# Christof Berns
Christof Berns (* 22. Dezember 1966 in Aachen) ist ein deutscher Klassischer Archäologe.

## Werdegang und Leistungen
Christof Berns studierte Klassische Archäologie an der Universität zu Köln und beendete sein Studium 1993 mit dem Magistergrad. Daran schloss sich bis zur Promotion in Köln 1996 ein Promotionsstipendiat des Graduiertenkollegs Formierung und Selbstdarstellung städtischer Eliten im römischen Reich an. 1997 war Berns Wissenschaftlicher Mitarbeiter am Forschungsarchiv für Antike Plastik der Universität Köln, anschließend bis 1998 Postdoktoranden-Stipendiat des Graduiertenkollegs Formierung und Selbstdarstellung städtischer Eliten im römischen Reich. 1999 nahm er als Feodor Lynen-Stipendiat der Alexander-von-Humboldt-Stiftung am Sagalassos Archaeological Research Project der KU Leuven teil. Von 2000 bis 2001 war Berns Wissenschaftlicher Volontär an der Antikensammlung Berlin, danach bis 2007 Wissenschaftlicher Assistent am Archäologischen Institut der Universität Kiel. Durch ein Stipendium der Deutschen Forschungsgemeinschaft konnte Berns von 2004 bis 2005 an der Abteilung Madrid des Deutschen Archäologischen Instituts forschen. 2006 habilitierte er sich in Kiel und lehrte seitdem als Privatdozent. 2007/08 vertrat er einen Lehrstuhl an der Universität zu Köln, danach führten ihn Gastprofessuren von 2009 bis 2012 an die Freie Universität Berlin und 2012/13 an die Universität Bursa. 2012 wurde er auf die Professur für Klassische Archäologie mit dem Schwerpunkt Milet an die Universität Bochum berufen. Zum Wintersemester 2018/19 wechselte er auf die Professur für Klassische Archäologie an der Universität Hamburg.
Ein Forschungsschwerpunkt Berns ist die Archäologie Kleinasiens. Im November 2017 hat der Ministerrat der Republik Türkei Christof Berns zum Leiter der Ausgrabungen von Milet ernannt. 2015 wurde Berns korrespondierendes, 2020 ordentliches Mitglied des DAI.

## Veröffentlichungen (Auswahl)
- Untersuchungen zu den Grabbauten der frühen Kaiserzeit in Kleinasien (= Asia Minor Studien 51). Habelt, Bonn 2003 (Dissertation).
- mit Caroline Huguenot (Hrsg.): Griechische Monumentalgräber. Regionale Muster und ihre Rezeption im ägäischen Raum in klassischer und hellenistischer Zeit (=  Gateways 7). Düren 2020.